# 機甲虫隊ビートラス
機甲虫隊ビートラスは、1984年にタカトクトイスが企画したシリーズ。プラモデル展開は今井科学が行った。コミカライズも宮尾岳により児童雑誌てれびくんにて1984年から短期連載された。タカトクが倒産後は、玩具版の金型はハズブロに渡り、海外版トランスフォーマーの金型となった。JAMの未来昆虫の原型ともなった。

## ストーリー
地底都市コムンには思想的な違いにより別れて暮らすエキム族とガイム族の二種類の種族がいた。エキム族は地底に安住し平和を好む種族、ガイム族は好戦的で地上支配を目論んで争いを好む種族であったが、ガイム族はエキム族の支配下にあり、地上侵略を進めることはできなかった。力による武力の均衡が保たれていたため、地上、地底には平和が続いていたが、地上で起きた必要以上の地中資源開発、鉱物資源の発掘により自然界のバランスが崩れ、影響はエキム族に及びガイム族の地上侵略を許してしまう。
1984年、地球各地で謎の地殻変動が起き、実態はつかめずにいた。被害は大きく津波や地震により多くの大都市は一瞬にして壊滅してしまう。大都市の多くは軍事施設を有するところが多かったため各国間に緊張が走る。世界的事件にかかわらず日本には被害が及んでいなかったが、ある日多くの人々で賑わう新宿副都心に突如として地響きとともに2体の巨大なガイムのメカ昆虫が現れ、次々と地上を破壊していった。東京が壊滅すると思われた最後の瞬間、彼の前に新手のメカ昆虫が出現し、守を助け、2体のメカ昆虫を撃退する。目の前に横たわるメカ昆虫の中から出てきた少年は機甲虫隊ビートラスのリーダー、カリムで地下都市コムンから来たことを説明。守に機甲虫隊ビートラスのリーダーになってくれることを頼み、絶命する。

## 登場人物

### ビートラス隊
大地守
　本編の主人公。17歳の高校生。正義感が強く、勇気のある若者。カリムの遺志を継ぎ機甲虫隊ビートラスのリーダーとなる。ビート・ガドル、ヘラクレス・ガドルのパイロット。
ビート・カリム
　地上年齢17歳。エキム族の選ばれし者に与えられる『ビート』の称号を持つ機甲虫隊ビートラスのリーダー。地上で守を助けるが負傷し、彼にリーダーとなってくれることを頼み、死亡する。ビート・ガドルのパイロット。
ビート・カルマ
　地上年齢17歳。カリムの副官を務める勇敢な兵士で、性格は冷静沈着だが、父の仇であるガイムに復讐を誓っている。ビート・グガルのパイロット。
ビート・トルモ
　地上年齢17歳。巨漢で力持ちであるが、気は小さくてお人よし。メカの修理を行う。ビート・ゼグナのパイロット。
ビート・キルロ
　地上年齢13歳。見た目は小学校低学年に見えるが、歴としたメンバーで最年少。根っからのひょうきんものであるが、天才的な頭脳により心理戦を行うこともある。ビート・バダムのパイロット。
ビート・ラミル
　地上年齢15歳。エキム族長老の孫娘でカリムの妹。メンバー中紅一点。美しく心優しい少女だが、口うるさくおてんばであり、カリムに似た守を好きになり、掟を破って地上に移住する。ビート・パピルのパイロット。
ビート・アロン
　ビートラス設立者。推定年齢20歳前後。部隊の危機にビート・ガドルを駆り、窮地を救う。

## 機甲虫隊ビートラス
ビート・ガドル
　カブトムシに変形するロボット。カリムが操縦していたが、彼の死亡後は、守、アロンが操縦する。
装備　ガドル・ソード
ヘラクレス・ガドル
　カリムの遺志を継いだ守に与えられたガドルのバリエーション。頭頂部に装備されたブレードと二股に分かれた角の胸部が特徴。
装備　ガドル・ソード
　技　ヘラクレス・アタック
ビート・グガル
　クワガタムシに変形するロボット。カルマが操縦する。他の機体に比べると非常に大型である。
ビート・ゼグナ
　アブラゼミに変形するロボット。トルモが操縦する。
ビート・バダム
　バッタに変形するロボット。キルロが操縦する。
ビート・パピル
　テントウムシに変形するロボット。ラミルが操縦する。偵察機に分類されており装甲が薄い。他にもカミキリムシ型、蝶型の機体などがあるが、登場せず。

## ガイム
スパイドウ
　蜘蛛型兵器。
ディマンティス
　蟷螂型兵器。
グレート・ガイム